# Lous Coppoolse
Laurens (Lous) Coppoolse (Grijpskerke, 17 november 1945) is een Nederlands politicus en leraar aardrijkskunde en was van 16 januari tot 12 juni 2007 lid van de CDA-fractie in de Eerste Kamer. Hij verving Henk Woldring tijdens zijn termijn.
Na het volgen van de ulo (1958 - 1962) en de Christelijke Kweekschool voor onderwijzers (1962 - 1967) is Coppoolse van 1967 tot 1995 leraar aardrijkskunde geweest op verschillende scholen.
De politieke loopbaan van Coppoolse begon in 1965, hij werd toen voorzitter van de ARJOS (Anti Revolutionaire JOngeren Studieclubs) afdeling Noord-West Walcheren, dit bleef hij tot 1967. Coppoolse bleef lid van de ARJOS tot 1972. Van 1970 tot 1973 was hij voorzitter van de ARP kiesvereniging Papendrecht.
Vanaf 1980 bekleedde Coppoolse verscheidene voorzitterschappen in de CDA: afdeling Mariekerke (1981-1987), regio Walcheren (1982-1986) en Zeeland (2003-2007). Van 2003 tot 2007 was hij ook lid van het bestuur van de CDA. Sinds april 2006 is Coppoolse bestuurslid bij de NCRV. Daarnaast bekleedt hij nog enkele andere nevenfuncties
Op 29 april 2003 werd Coppoolse Ridder in de Orde van Oranje-Nassau.